# Atsuko Hirayanagi
Atsuko Hirayanagi (平栁 敦子 Hirayanagi Atsuko?) es una directora de cine japonesa y estadounidense.

## Biografía
Atsuko nació en Nagano, hija de padres maestros de escuela y criada en Chiba, Japón; a principios de la década de 1990 se mudó al área de Los Ángeles como estudiante de intercambio de secundaria.
Se graduó en la Universidad Estatal de San Francisco con una licenciatura en artes teatrales. Luego asistió al Instituto de Artes Escénicas de la Universidad de Nueva York (NYU Tisch School of the Arts) y se graduó en producción cinematográfica.

## Trayectoria profesional
Mientras estaba en la escuela de posgrado, su proyecto de segundo año, Mo Ikkai, ganó el Gran Premio en el Short Shorts Film Festival (Festival de Cortometrajes) de 2012 en Asia.
Su cortometraje de la tesis, Oh Lucy!, recibió el Primer Premio Wasserman de Tisch en el 2014, y otros más de 25 premios en todo el mundo, como en el Festival de Cine de Cannes (2014),  Festival de Cine de Sundance (2015) y el Festival Internacional de Cine de Toronto (2014).
Su versión de largometraje de Oh Lucy! recibió el premio Sundance / NHK 2016. Recientemente, IndieWire la nombró una de las ″20 directoras en ascenso que hay que conocer″, y fue nominada en los premios Film Independent Spirit Awards de 2018 a la mejor ópera prima.
Hirayanagi fue invitada a unirse a la Academia de Artes y Ciencias Cinematográficas de Los Ángeles en 2018. 

## Vida personal
Hirayanagi es cinturón negro en Kyokushin Karate y quedó en tercer lugar en la categoría femenina de la Copa de Los Ángeles.
Atsuko reside actualmente en Noe Valley, San Francisco, CA.